# Rogelio Sotela
Rogelio Sotela Bonilla. Abogado, Escritor y Poeta Costarricense. Nació el 15 de mayo de 1894 en   San José, Costa Rica y murió el 13 de julio de 1943 (49 años) en  San José, Costa Rica.|Abogado, Escritor, Poeta
Rogelio Sotela Bonilla (San José, 15 de mayo de 1894 - 13 de julio de 1943) fue un poeta y abogado costarricense.

## Biografía
Muy joven, siendo un estudiante, tuvo que dedicarse al comercio para ayudar a su madre viuda; sin embargo, nunca dejó de cultivar su inteligencia y en todo momento trató de hallar por sí solo una sólida cultura.
Profundizó los secretos de la lengua española, y un día se presentó como Profesor supernumerario en el Liceo de Costa Rica, mereciendo el título de Profesor de Estado en Castellano y Literatura.
A tiempo que iniciaba sus funciones como Profesor en el Liceo, cursaba sus estudios en la Escuela de Derecho, graduándose de abogado en 1924.
En mayo de 1924, durante el Gobierno de don Ricardo Jiménez Oreamuno, fue nombrado gobernador de San José. Ese mismo año (1924), Ricardo Jiménez lo nombró secretario de la Delegación Diplomática que asistió a las fiestas del centenario de Ayacucho, en Lima. A finales de 1925 fue gobernador de la Provincia de Puntarenas, en donde se motivó a escribir uno de sus versos más hermosos: “Lo que me dijo el mar”.
En mayo de 1926, ocupó el cargo de fiscal de Corte y Guerra.
En 1928 fue elegido Diputado al Congreso Nacional, cargo que volvió a desempeñar en el período 1936-1940.
El poeta Sotela fue Secretario del Ateneo de Costa Rica y dirigió por muchos años la revista Atenea, órgano de ese Centro. Fue fundador, propietario y director, de una de las radioemisoras más importantes del país en la década de los treinta, la que llevó el mismo nombre de la revista que dirigió: Radio Atenea.
Colaboró con muchas de las revistas de América y de Europa y fue un constante trabajador del espíritu como poeta, orador, periodista, profesor, y como parlamentario y diplomático.
A la edad de 20 años (en 1914), fue laureado en los Juegos Florales con su poema EL TRIUNFO DEL IDEAL, y más tarde lucen en su biblioteca, junto con este galardón, numerosos trofeos y medallas ganadas en las lides del espíritu, tanto en Costa Rica como en el extranjero.
Compañero de Omar Dengo en la Sociedad Teosófica y de Roberto Brenes Mesén en la Logia Masónica, aportó varios trabajos que hoy día todavía se estudian.
El 12 de octubre de 1933 lo nombraron Miembro correspondiente de la Academia de la Lengua Española.
En 1936 fue llamado por el Rector de la Universidad de Panamá para dictar diez conferencias sobre Literatura Hispano-Americana y, en 1942, la Oficina del Coordinador de Washington lo invita a dar conferencias en distintas Universidades, haciendo una gira por los Estados Unidos como Embajador de la Cultura.
Cuando la muerte lo sorprende, en julio de 1943, ocupaba el cargo de Secretario de la Universidad de Costa Rica.

## Vida personal
El 22 de diciembre de 1917 contrajo matrimonio con Amalia Montagné Carazo y fueron seis sus hijos: Rogelio (+), Rodrigo (+), José Enrique (+), Orlando (+), Rima e Hiram Sotela Montagné (+)

## Obras
1916 – La Senda de Damasco (poesía).
1919 – Cuadros Vivos (teatro).
1920 – Valores literarios de Costa Rica.
1922 – Recogimiento.
1923 – Escritores de Costa Rica.
1925 – La doctrina de Monroe desde un punto de vista subjetivo.
1926 – El Libro de la Hermana (poesía).
1927 – Crónicas del Centenario de Ayacucho.
1927 – Literatura costarricense.
1928 – Complementos gramaticales a los programas de castellano.
1929 – Apología del dolor.
1930 – Silabario (en colaboración con el Prof. Napoleón Quesada).
1934 – Motivos literarios.
1935 – Rimas Serenas (poesía).
1935 – Segunda edición de Recogimiento.
1937 – Segunda edición de Apología del dolor.
1941 – Tercera edición de Apología del dolor.
1942 – Segunda edición de Escritores y poetas de Costa Rica.
1949 – Sin literatura (obra póstuma).
En la actualidad sus poesías se han recopilado en un solo volumen titulado “Poesía Completa de Rogelio Sotela”, que se puede adquirir en la actualidad en las librerías de la UNED de Costa Rica. En su página web oficial Archivado el 5 de abril de 2009 en Wayback Machine. se encuentran en línea muchas de sus obras.